# Имантаев, Ермек Жетписбаевич
Ерме́к Жетписба́евич Иманта́ев (каз. Ермек Жетпісбайұлы Имантаев; род. 29 марта 1967, Джурун, Актюбинская область) — казахский государственный деятель; аким Актюбинской области (2002—2004).

## Биография
Ермек Жетписбаевич Имантаев родился 29 марта 1967 в посёлке Джурун Октябрьского (ныне — Мугалжарского) района Актюбинской области.
В 1992 году окончил Московскую государственную финансовую академию по специальности «экономист».
Работал в страховых компаниях Актюбинска («Туран», 1992 — заместитель директора; «Аксу», 1992—1994 — генеральный директор), в 1994 — исполнительный директор Фонда социального и экономического развития региона «Аксу».
С 1994 года работал в Актюбинской областной администрации:
- заведующий отделом внутренней политики Актюбинской областной администрации (август 1994 — октябрь 1995);
- руководитель аппарата акима Актюбинской области (октябрь 1995 — декабрь 1996);
- первый заместитель акима Актюбинска (декабрь 1996 — январь 1998);
- аким Хромтауского района (январь 1998 — июнь 1998);
- председатель Налогового комитета по Актюбинской области (июнь 1998 — апрель 2002).

С 3 апреля 2002 по 10 июля 2004 года — аким Актюбинской области;
С июля 2004 по август 2008 года — государственный инспектор Государственной инспекции управления организационно-контрольной работы и кадровой политики Администрации Президента Республики Казахстан, отдела государственного контроля и организационной работы Администрации Президента Республики Казахстан. С 19 августа 2009 по 16 августа 2010 года — член Счётного комитета по контролю за исполнением республиканского бюджета.
Является руководителем ТОО «Arizona Kazakhstan Development Group», заместителем Председателя совета директоров международного научного комплекса «Астана» (2017).
С 11.19 по 03. 21 являлся председателем правления АО «СПК Актобе».
Суд № 2 города Актобе вынес приговор бывшему акиму Актюбинской области Ермеку Имантаеву, обвиняемому в хищении вверенного чужого имущества. Суд признал его виновным и назначил восемь лет лишения свободы.
По решению суда, Имантаеву на восемь лет запрещено занимать должности на госслужбе. Также суд удовлетворил гражданский иск и постановил взыскать с Имантаева в пользу государства 199,4 миллиона тенге (свыше 418 тысяч долларов).